# Lista de governadores de Pernambuco
Esta é uma lista de governantes de Pernambuco.

## Governantes do período colonial (1534 — 1822)
A Capitania de Pernambuco ou Nova Lusitânia foi uma das subdivisões do território brasileiro no período colonial. Sua Carta de Foral serviu de modelo aos forais das demais capitanias do Brasil.
Abrangeu anacronicamente os territórios dos atuais estados de Pernambuco, Paraíba, Rio Grande do Norte, Ceará e Alagoas e a porção ocidental da Bahia, fazendo, deste modo, fronteira com Goiás e Minas Gerais (o extremo noroeste de Minas era a parte final da Comarca do Rio de São Francisco: a Capitania de Pernambuco avançava um pouco mais adentro do território mineiro do que a atual Bahia).
No início da Colonização do Brasil, as únicas capitanias que prosperaram foram esta de Pernambuco e a de São Vicente, graças à cultura canavieira. São Vicente, no entanto, prosperou somente por efêmeras décadas do século XVI. Pernambuco, por outro lado, tornou-se a mais rica de todas as possessões portuguesas.
Centro da economia colonial durante o ciclo da cana-de-açúcar, Pernambuco impressionara o padre Fernão Cardim, que surpreendeu-se com "as fazendas maiores e mais ricas que as da Bahia, os banquetes de extraordinárias iguarias, os leitos de damasco carmesim, franjados de ouro e as ricas colchas da Índia", e resumiu suas impressões numa frase antológica: "Enfim, em Pernambuco acha-se mais vaidade que em Lisboa". A opulência pernambucana parecia decorrer, como sugere Gabriel Soares de Sousa em 1587, do fato de, então, ser a capitania "tão poderosa (...) que há nela mais de cem homens que têm de mil até cinco mil cruzados de renda, e alguns de oito, dez mil cruzados. Desta terra saíram muitos homens ricos para estes reinos que foram a ela muito pobres". Por volta do início do século XVII, Pernambuco era a maior e mais rica área de produção de açúcar do mundo.
Donatários da Capitania de Pernambuco
| Nº | Nome                                     | Imagem | Início do mandato                       | Fim do mandato                         | Observações |
| 1  | Duarte Coelho                            |        | 10 de março de 1534                     | 18 de abril de 1553                    | Primeiro capitão-donatário |
| 2  | Brites de Albuquerque                    |        | 18 de abril de 1553                     | 30 de julho de 1553                    | Regente, durante viagem de seu marido, Duarte Coelho. Torna-se a primeira governante das Américas.                                                                 |
| 3  | Duarte Coelho                            |        | 30 de julho de 1553                     | 27 de fevereiro de 1554                | |
| 4  | Brites de Albuquerque                    |        | 27 de fevereiro de 1554                 | 10 de março de 1561                    | Regente, após a morte de seu marido, o primeiro donatário, durante a menoridade de seu filho                                                                       |
| 5  | Duarte Coelho de Albuquerque             |        | 10 de março de 1561                     | 16 de fevereiro de 1572                | |
| 6  | Brites de Albuquerque                    |        | 16 de fevereiro de 1572                 | 22 de abril de 1575                    | Regente, em nome de seu filho |
| 7  | Duarte Coelho de Albuquerque             |        | 22 de abril de 1575                     | 30 de dezembro de 1575                 | |
| 8  | Jorge de Albuquerque Coelho              |        | 30 de dezembro de 1575                  | 4 de janeiro de 1576                   | Regente, em nome de seu irmão |
| 9  | Duarte Coelho de Albuquerque             |        | 4 de janeiro de 1576                    | 5 de maio de 1576                      | |
| 10 | Jerônimo de Albuquerque                  |        | 5 de maio de 1576                       | 21 de janeiro de 1577                  | Lugar-Tenente Governador |
| 11 | Duarte Coelho de Albuquerque             |        | 21 de janeiro de 1577                   | 13 de abril de 1578                    | |
| 12 | Jorge de Albuquerque Coelho              |        | 13 de abril de 1578                     | 10 de setembro de 1577                 | |
| 13 | Cristóvão de Melo                        |        | 10 de setembro de 1577                  | 9 de janeiro de 1579                   | Interino de Jerônimo de Albuquerque |
| 14 | Jerônimo de Albuquerque                  |        | 9 de janeiro de 1579                    | 1° de abril de 1580                    | Lugar-Tenente Governador |
| 15 | Simão Rodrigues Cardoso                  |        | 1° de abril de 1580                     | 5 de abril de 1584                     | Lugar-Tenente Governador |
| 16 | Jorge de Albuquerque Coelho              |        | 5 de abril de 1584                      | 6 de fevereiro de 1588                 | |
| 17 | Filipe de Moura                          |        | 6 de fevereiro de 1588                  | 18 de abril de 1588                    | Lugar-Tenente Governador |
| 18 | Jorge de Albuquerque Coelho              |        | 18 de abril de 1588                     | 11 de novembro de 1592                 | |
| 19 | Pedro Homem de Castro                    |        | 11 de novembro de 1592                  | 19 de dezembro de 1596                 | Lugar-Tenente Governador |
| 20 | Jorge de Albuquerque Coelho              |        | 19 de dezembro de 1596                  | 5 de outubro de 1597                   | |
| 21 | Duarte de Albuquerque                    |        | 5 de outubro de 1597                    | 25 de novembro de 1603                 | |
| 22 | Manuel Mascarenhas Homem                 |        | 25 de novembro de 1603                  | 30 de abril de 1604                    | Lugar-Tenente Governador |
| 23 | António Barreiros e Duarte de Sá         |        | 30 de abril de 1604                     | 5 de outubro de 1604                   | No impedimento de Manuel Mascarenhas Homem |
| 24 | Salvador Correia de Sá                   |        | 5 de outubro de 1604[carece de fontes?] | 13 de março de 1605[carece de fontes?] | Lugar-Tenente Governador |
| 25 | Duarte de Albuquerque                    |        | 13 de março de 1605                     | 21 de dezembro de 1605                 | Conde e Marquês de Bastos |
| 26 | Alexandre de Moura                       |        | 21 de dezembro de 1605                  | 13 de janeiro de 1615                  | Lugar-Tenente Governador |
| 27 | Vasco de Sousa Pacheco                   |        | 13 de janeiro de 1615                   | 2 de abril de 1615                     | Lugar-Tenente Governador |
| 28 | Luís de Sousa Henriques                  |        | 2 de abril de 1615                      | 21 de maio de 1615                     | Lugar-Tenente Governador |
| 29 | João Pais Barreto                        |        | 21 de maio de 1615                      | 30 de maio de 1620                     | Lugar-Tenente Governador |
| 30 | Matias de Albuquerque, Conde de Alegrete |        | 30 de maio de 1620                      | 11 de novembro de 1627                 | Lugar-Tenente Governador |
| 31 | André Dias de França                     |        | 11 de novembro de 1627                  | 12 de agosto de 1629                   | Lugar-Tenente Governador |
| 32 | Matias de Albuquerque, Conde de Alegrete |        | 12 de agosto de 1629                    | 16 de dezembro de 1635                 | Lugar-Tenente Governador |
| 33 | Luís de Rojas e Borba                    |        | 16 de dezembro de 1635                  | 19 de janeiro de 1656                  | Lugar-Tenente Governador |
| 34 | Giovanni di San Felice                   |        | 19 de janeiro de 1656                   | 24 de setembro de 1658                 | Conde e Princípe de Bagnuolo / lugar-tenente governador |
| 35 | Maria Margarida de Castro e Albuquerque  |        | 24 de setembro de 1658                  | 25 de outubro de 1689                  | Senhora de Basto e Condessa de Vimioso / filha de D. Joana de Castro e de Duarte de Albuquerque Coelho (4º donatário)                                              |
| 36 | Francisco de Paula de Portugal e Castro  |        | 25 de outubro de 1689                   | 10 de maio de 1716                     | 8º Conde de Vimioso e 2º Marquês de Valença / filho de D. Miguel de Portugal (6º conde de Vimioso) e de D. Maria Margarida de Castro de Albuquerque (5ª donatária) |

Domínio holandês (1630 — 1654)
| Nº | Nome                                                                               | Início do mandato       | Fim do mandato         | Observações                 |
| 1  | Henrique Lonck                                                                     | 10 de fevereiro de 1630 | 5 de maio de 1630      |                             |
| 2  | Teodorico de Waerdenburch                                                          | 5 de maio de 1630       | 21 de janeiro de 1631  |                             |
| 3  | Matias de Ceulen João Gysselingh                                                   | 21 de janeiro de 1631   | 11 de dezembro de 1634 | Conselho Político           |
| 4  | Servácio Carpentier Guilherme Sehott Tiago Stachouwer Baltazar Wyntgens Ipo Eysens | 11 de dezembro de 1634  | 25 de janeiro de 1637  | Conselho Político           |
| 5  | João Maurício de Nassau-Siegen                                                     | 25 de janeiro de 1637   | 6 de maio de 1644      |                             |
| —  | Matias de Ceulen João Gysselingh Adriano do Dussen                                 | 25 de janeiro de 1637   | 6 de maio de 1644      | Conselho Secreto            |
| 6  | Henrique Hamel Adriano de Bullestraten Pedro S. Bas                                | 6 de maio de 1644       | 7 de agosto de 1648    | Supremo Conselho de Governo |
| 7  | Gualtério de Schonenborch Van Goch Simão de Beaumont                               | 7 de agosto de 1648     | 28 de janeiro de 1654  | Junta de Governo            |

Restauração pernambucana
| Nº | Nome | Imagem | Início do mandato       | Fim do mandato          | Observações                                                                  |
| 1  | Francisco Barreto de Meneses |        | 28 de janeiro de 1654   | 26 de maio de 1657      |                                                                              |
| 2  | André Vidal de Negreiros |        | 26 de maio de 1657      | 26 de janeiro de 1661   |                                                                              |
| 3  | Francisco de Brito Freire |        | 26 de janeiro de 1661   | 5 de março de 1664      |                                                                              |
| 4  | Jerônimo de Mendonça Furtado |        | 5 de março de 1664      | 31 de julho de 1666     |                                                                              |
| —  | Estevão Soares Aragão |        | 31 de julho de 1666     | 24 de janeiro de 1667   |                                                                              |
| —  | André Vidal de Negreiros |        | 24 de janeiro de 1667   | 13 de junho de 1667     |                                                                              |
| 5  | Bernardo de Miranda Henriques |        | 13 de junho de 1667     | 28 de outubro de 1670   |                                                                              |
| 6  | Fernão de Sousa Coutinho |        | 28 de outubro de 1670   | 16 de janeiro de 1674   |                                                                              |
| —  | Antônio Bezerra Cavalcanti |        | 16 de janeiro de 1674   | 6 de fevereiro de 1674  |                                                                              |
| 7  | Pedro de Almeida |        | 6 de fevereiro de 1674  | 14 de abril de 1678     | Conde de Assumar                                                             |
| 8  | Aires de Sousa de Castro |        | 14 de abril de 1678     | 11 de janeiro de 1682   |                                                                              |
| 9  | João de Sousa |        | 11 de janeiro de 1682   | 13 de maio de 1685      |                                                                              |
| 10 | João Souto Maior |        | 13 de maio de 1685      | 29 de junho de 1688     | Comendador de São Mamede                                                     |
| 11 | Fernão Cabral |        | 29 de junho de 1688     | 8 de setembro de 1688   | Faleceu no cargo                                                             |
| —  | Matias de Figueiredo e Melo |        | 13 de setembro de 1688  | 25 de maio de 1689      |                                                                              |
| 12 | Antônio Luís Coutinho da Câmara |        | 25 de maio de 1689      | 5 de junho de 1690      |                                                                              |
| 13 | Félix Machado da Silva |        | 5 de junho de 1690      | 13 de junho de 1693     | 2º Marquês de Montebelo                                                      |
| 14 | Caetano de Melo e Castro |        | 13 de junho de 1693     | 5 de março de 1699      | Comendador de Santa Maria                                                    |
| 15 | Fernando Martins Lencastre |        | 5 de março de 1699      | 3 de novembro de 1703   |                                                                              |
| 16 | Francisco de Castro Morais |        | 3 de novembro de 1703   | 9 de junho de 1707      |                                                                              |
| 17 | Sebastião Caldas |        | 9 de junho de 1707      | 7 de novembro de 1710   | Abandonou o governo (fugiu para a Bahia), dando início à Guerra dos Mascates |
| —  | Manuel Álvares da Costa |        | 7 de novembro de 1710   | 27 de junho de 1711     | Bispo de Olinda, governador interino                                         |
| —  | Luís de Valensuela Ortiz Cristóvão de Mendonça Arrais Domingos Bezerra Monteiro |        | 27 de junho de 1711     | 6 de outubro de 1711    | Junta Governativa                                                            |
| 18 | José Machado de Mendonça |        | 10 de outubro de 1711   | 1º de junho de 1715     |                                                                              |
| 19 | Lourenço de Almeida |        | 1º de junho de 1715     | 23 de julho de 1718     |                                                                              |
| 20 | Manuel de Sousa Tavares e Távora |        | 23 de julho de 1718     | 9 de janeiro de 1721    |                                                                              |
| —  | Francisco de Sousa |        | 11 de fevereiro de 1721 | 11 de janeiro de 1722   |                                                                              |
| 21 | Manuel Rolim de Moura |        | 11 de janeiro de 1722   | 6 de novembro de 1727   |                                                                              |
| 22 | Duarte Sodré Pereira |        | 6 de novembro de 1727   | 24 de agosto de 1737    |                                                                              |
| 23 | Henrique Luís Pereira Freire |        | 24 de agosto de 1737    | 25 de janeiro de 1746   |                                                                              |
| 24 | Marcos José de Noronha Britto |        | 25 de janeiro de 1746   | 3 de março de 1749      | 6º Conde dos Arcos                                                           |
| 25 | Luís José Correia de Sá |        | 3 de março de 1749      | 16 de fevereiro de 1756 |                                                                              |
| 26 | Luís Diogo Lobo da Silva |        | 16 de fevereiro de 1756 | 8 de setembro de 1763   |                                                                              |
| 27 | Antônio de Sousa Menezes |        | 8 de setembro de 1763   | 14 de abril de 1768     | Conde de Vila Flor                                                           |
| 28 | José Ataíde de Mello |        | 14 de abril de 1768     | 5 de outubro de 1769    | Conde de Povolide                                                            |
| 29 | Manuel da Cunha e Meneses |        | 5 de outubro de 1769    | 31 de agosto de 1774    | Conde de Lumiares                                                            |
| 30 | José César Meneses |        | 31 de agosto de 1774    | 13 de dezembro de 1787  |                                                                              |
| 31 | Tomás José de Melo |        | 13 de dezembro de 1787  | 20 de agosto de 1798    |                                                                              |
| —  | José Joaquim da Cunha Azeredo Coutinho - (substituído em 1802 por Manuel Xavier Carneiro da Cunha) Pedro Severim - (substituído por Jorge Eugênio de Lobo e Seilbs) Antônio Luís Pereira da Cunha - (substituído por José Joaquim Nabuco de Araújo, que foi posteriormente substituído por João de Freitas Albuquerque) |        | 29 de dezembro de 1798  | 24 de maio de 1804      | Junta Governativa                                                            |
| 32 | Caetano Montenegro |        | 24 de maio de 1804      | 7 de março de 1817      | Marquês de Vila Real da Praia Grande                                         |
| —  | Padre João Ribeiro Domingos Teotônio Jorge José Luís de Mendonça Manuel Correia de Araújo Domingos José Martins |        | 7 de março de 1817      | 18 de maio de 1817      | Revolução Republicana - governo provisório                                   |
| —  | Domingos Teotônio Jorge |        | 18 de maio de 1817      | 1º de julho de 1817     | Aclamado Ditador do governo revolucionário                                   |
| 33 | Luís do Rego Barreto |        | 1º de julho de 1817     | 5 de outubro de 1821    | Restauração do Poder Real, último administrador português de Pernambuco      |
| —  | Gervásio Pires Laurentino Antonio Moreira Bento José da Costa Felipe Neri Ferreira Manoel Ignacio de Carvalho Joaquim José de Miranda Antônio José Victoriano |        | 18 de outubro de 1821   | 8 de setembro de 1822   | Junta de Goiana, presidida por Gervásio Pires                                |

## Governantes do período imperial (1822 — 1889)
Legenda
     Partido Conservador
     Partido Liberal
     Partido Democrático
     Partido Federalista
     Partido Moderado
| Nº                            | Nome                                                                               | Imagem | Partido             | Início do mandato       | Fim do mandato          | Observações |
| Primeiro Reinado (1822-1831)  |                                                                                    |        |                     |                         |                         | |
| 1                             | Afonso Maranhão Francisco Pais Barreto Francisco Cavalcanti Manuel Bezerra de Melo |        | Partido Moderado    | 8 de setembro de 1822   | 15 de setembro de 1823  | Junta dos Matutos, presidida por Afonso Maranhão, que renunciou                                                                     |
| 2                             | Francisco Pais Barreto                                                             |        | Partido Moderado    | 15 de setembro de 1823  | 13 de dezembro de 1823  | Marquês do Recife |
| 3                             | Manuel Pais de Andrade                                                             |        | Partido Democrático | 13 de dezembro de 1823  | 16 de fevereiro de 1824 | Presidente da Junta Provisória, vindo a ser eleito em 8 de janeiro de 1824 Proclamou a Confederação do Equador (2 de julho de 1824) |
| —                             | Francisco Pais Barreto                                                             |        | Partido Moderado    | 16 de fevereiro de 1824 | 12 de setembro de 1824  | Marquês do Recife |
| 4                             | Francisco de Lima e Silva                                                          |        | Partido Democrático | 12 de setembro de 1824  | 25 de maio de 1825      | Barão de Barra Grande |
| 5                             | José Carlos Mairink Ferrão                                                         |        | Partido Democrático | 25 de maio de 1825      | 12 de abril de 1826     | [ nota 4 ] |
| 6                             | Francisco Cavalcanti                                                               |        | Partido Moderado    | 12 de abril de 1826     | 30 de janeiro de 1827   | Visconde de Suassuna |
| 7                             | José Carlos Mairink Ferrão                                                         |        | Partido Democrático | 30 de janeiro de 1827   | 24 de dezembro de 1828  | |
| 8                             | Tomás Garcia de Almeida                                                            |        | Partido Moderado    | 24 de dezembro de 1828  | 15 de fevereiro de 1830 | |
| 9                             | Joaquim de Vasconcelos                                                             |        | Partido Democrático | 15 de fevereiro de 1830 | 11 de outubro de 1831   | Conde de Montserrate |
| Período regencial (1831-1840) |                                                                                    |        |                     |                         |                         | |
| 10                            | Francisco Pais de Andrade                                                          |        | Partido Liberal     | 11 de outubro de 1831   | 4 de setembro de 1832   | |
| —                             | Francisco Cavalcanti                                                               |        | Partido Liberal     | 28 de fevereiro de 1832 | 20 de maio de 1832      | Visconde de Suassuna |
| —                             | Bernardo Ferreira Portugal                                                         |        | Partido Liberal     | 4 de setembro de 1832   | 14 de novembro de 1832  | Vice-presidente em exercício |
| 11                            | Manuel Zeferino dos Santos                                                         |        | Partido Federalista | 14 de novembro de 1832  | 28 de setembro de 1833  | Visconde de Suassuna |
| —                             | Félix Tavares de Lira                                                              |        | Partido Federalista | 28 de setembro de 1835  | 6 de dezembro de 1835   | |
| 12                            | Francisco de Almeida e Albuquerque                                                 |        | Partido Federalista | 6 de dezembro de 1835   | 15 de janeiro de 1834   | |
| 13                            | Joaquim José de Miranda                                                            |        | Partido Federalista | 15 de janeiro de 1834   | 4 de junho de 1834      | |
| 14                            | Manuel Pais de Andrade                                                             |        | Partido Liberal     | 4 de junho de 1834      | 11 de abril de 1835     | |
| 15                            | Vicente Figueiredo de Camargo                                                      |        | Partido Liberal     | 11 de abril de 1835     | 1º de junho de 1835     | |
| 16                            | Francisco Cavalcanti                                                               |        | Partido Liberal     | 1º de junho de 1835     | 11 de fevereiro de 1837 | Visconde de Suassuna |
| 17                            | Vicente Figueiredo de Camargo                                                      |        | Partido Liberal     | 11 de fevereiro de 1837 | 2 de dezembro de 1837   | |
| 18                            | Francisco do Rego Barros                                                           |        | Partido Conservador | 2 de dezembro de 1837   | 5 de abril de 1838      | Conde da Boa Vista |
| —                             | Francisco Cavalcanti                                                               |        | Partido Liberal     | 12 de abril de 1838     | 30 de outubro de 1838   | Visconde de Suassuna |
| 19                            | Francisco do Rego Barros                                                           |        | Partido Conservador | 30 de outubro de 1838   | 15 de outubro de 1840   | Conde da Boa Vista |
| Segundo Reinado (1840-1889)   |                                                                                    |        |                     |                         |                         | |
| 20                            | Tomás Maciel Monteiro                                                              |        | Partido Conservador | 15 de outubro de 1840   | 3 de novembro de 1840   | |
| 21                            | Francisco do Rego Barros                                                           |        | Partido Conservador | 3 de novembro de 1840   | 3 de abril de 1841      | |
| —                             | Manuel de Sousa Teixeira                                                           |        | Partido Conservador | 3 de abril de 1841      | 7 de dezembro de 1841   | Conde de Capiberibe |
| 22                            | Francisco do Rego Barros                                                           |        | Partido Conservador | 7 de dezembro de 1841   | 13 de abril de 1844     | |
| 23                            | Pedro Cavalcanti de Albuquerque                                                    |        | Partido Liberal     | 13 de abril de 1844     | 12 de maio de 1844      | |
| 24                            | Isidro Francisco de Paula                                                          |        | Partido Liberal     | 12 de maio de 1844      | 4 de junho de 1844      | |
| 25                            | Joaquim Marcelino de Brito                                                         |        | Partido Conservador | 4 de junho de 1844      | 9 de outubro de 1844    | |
| 26                            | Tomás Garcia de Almeida                                                            |        | Partido Conservador | 9 de outubro de 1844    | 6 de junho de 1845      | |
| 27                            | Manuel de Sousa Teixeira                                                           |        | Partido Conservador | 6 de junho de 1845      | 11 de julho de 1845     | |
| 28                            | Antônio Chichorro da Gama                                                          |        | Partido Liberal     | 11 de julho de 1845     | 26 de abril de 1848     | |
| 29                            | Vicente Pires da Mota                                                              |        | Partido Conservador | 26 de abril de 1848     | 17 de junho de 1848     | |
| —                             | Domingos Ferreira                                                                  |        | Partido Conservador | 17 de junho de 1848     | 15 de julho de 1848     | Barão de Cimbres — Interinamente (vice-presidente da Província)                                                                     |
| —                             | Antônio da Costa Pinto                                                             |        | Partido Conservador | 15 de julho de 1848     | 17 de outubro de 1848   | |
| 30                            | Herculano Ferreira Pena                                                            |        | Partido Conservador | 17 de outubro de 1848   | 25 de dezembro de 1848  | |
| 31                            | Manuel Vieira Tosta                                                                |        | Partido Liberal     | 25 de dezembro de 1848  | 2 de julho de 1849      | Marquês de Muritiba |
| 32                            | Honório Carneiro Leão                                                              |        | Partido Conservador | 2 de julho de 1849      | 8 de maio de 1850       | Marquês de Paraná |
| 33                            | José Ildefonso de Sousa Ramos                                                      |        | Partido Conservador | 8 de maio de 1850       | 16 de junho de 1851     | 2º Visconde de Jaguari |
| 34                            | Vítor de Oliveira                                                                  |        | Partido Conservador | 16 de junho de 1851     | 9 de março de 1852      | |
| 35                            | Francisco Antônio Ribeiro                                                          |        | Partido Conservador | 9 de março de 1852      | 25 de abril de 1853     | |
| 36                            | José Bento Figueiredo                                                              |        | Partido Conservador | 25 de abril de 1855     | 28 de maio de 1856      | Visconde de Bom Conselho |
| —                             | Sérgio Teixeira de Macedo                                                          |        | Partido Conservador | 28 de maio de 1856      | 8 de abril de 1857      | Interinamente (2º vice-presidente da Província)                                                                                     |
| —                             | Joaquim Machado Portela                                                            |        | Partido Conservador | 8 de abril de 1857      | 14 de outubro de 1857   | Interinamente (3º vice-presidente da Província)                                                                                     |
| 37                            | Augusto Magalhães Taques                                                           |        | Partido Liberal     | 14 de outubro de 1857   | 6 de dezembro de 1858   | |
| 38                            | Manuel de Sousa e Melo                                                             |        | Partido Conservador | 6 de dezembro de 1858   | 27 de janeiro de 1859   | |
| 39                            | José Antônio Saraiva                                                               |        | Partido Liberal     | 27 de janeiro de 1859   | 20 de abril de 1859     | Conselheiro Saraiva |
| 40                            | Pedro de Paula Cavalcanti                                                          |        | Partido Conservador | 20 de abril de 1859     | 15 de outubro de 1859   | Barão de Camarajibe |
| 41                            | Luís Barbalho Moniz Fiúza                                                          |        | Partido Liberal     | 15 de outubro de 1859   | 30 de abril de 1860     | Barão de Monjardim |
| 42                            | Ambrósio Leitão da Cunha                                                           |        | Partido Conservador | 30 de abril de 1860     | 6 de abril de 1861      | Barão de Mamoré |
| —                             | Joaquim Machado Portela                                                            |        | Partido Conservador | 6 de abril de 1861      | 29 de abril de 1861     | Interinamente (2º vice-presidente da Província)                                                                                     |
| 43                            | Antônio Marcelino Gonçalves                                                        |        | Partido Conservador | 29 de abril de 1861     | 20 de março de 1862     | Visconde de São Luís do Maranhão |
| —                             | Joaquim Machado Portela                                                            |        | Partido Conservador | 20 de março de 1862     | 30 de abril de 1862     | Interinamente (2º vice-presidente da Província)                                                                                     |
| 44                            | Manuel Francisco Correia                                                           |        | Partido Liberal     | 20 de abril de 1862     | 2 de outubro de 1862    | |
| 45                            | João Silveira de Sousa                                                             |        | Partido Conservador | 2 de outubro de 1862    | 15 de janeiro de 1864   | |
| 46                            | Domingos de Sousa Leão                                                             |        | Partido Liberal     | 13 de janeiro de 1864   | 1º de dezembro de 1864  | Barão de Vila Bela |
| 47                            | Anselmo Francisco Peretti                                                          |        | Partido Liberal     | 1º de dezembro de 1864  | 25 de janeiro de 1865   | |
| 48                            | Antônio Castelo Branco                                                             |        | Partido Conservador | 25 de janeiro de 1865   | 25 de julho de 1865     | |
| 49                            | Manuel Tomás Campelo                                                               |        | Partido Conservador | 25 de junho de 1865     | 12 de agosto de 1865    | Barão de Rio Formoso |
| 50                            | João Lustosa Paranaguá                                                             |        | Partido Liberal     | 12 de agosto de 1865    | 6 de março de 1866      | 2º Marquês de Paranaguá |
| 51                            | Manuel Carneiro da Cunha                                                           |        | Partido Conservador | 6 de março de 1866      | 5 de novembro de 1866   | |
| 52                            | Francisco Silveira Lobo                                                            |        | Partido Conservador | 5 de novembro de 1866   | 24 de abril de 1867     | |
| —                             | Abílio Tavares da Silva                                                            |        | Partido Conservador | 25 de abril de 1867     | 10 de maio de 1867      | |
| 53                            | Domingos de Sousa Leão                                                             |        | Partido Liberal     | 10 de maio de 1867      | 23 de julho de 1868     | Barão de Vila Bela |
| —                             | Quintino José de Miranda                                                           |        | Partido Liberal     | 23 de julho de 1868     | 28 de julho de 1868     | |
| —                             | Francisco de Assis Rocha                                                           |        | Partido Liberal     | 28 de julho de 1868     | 23 de agosto de 1868    | |
| 54                            | Brás Carneiro Gama                                                                 |        | Partido Conservador | 23 de agosto de 1868    | 11 de abril de 1869     | Conde de Baependi |
| —                             | Manuel Machado Portela                                                             |        | Partido Conservador | 11 de abril de 1869     | 5 de novembro de 1869   | |
| 55                            | Frederico de Almeida e Albuquerque                                                 |        | Partido Conservador | 5 de novembro de 1869   | 16 de abril de 1870     | |
| 56                            | Francisco de Assis Rocha                                                           |        | Partido Liberal     | 16 de abril de 1870     | 10 de novembro de 1870  | |
| 57                            | Diogo Velho Cavalcanti                                                             |        | Partido Conservador | 10 de novembro de 1870  | 3 de maio de 1871       | Visconde de Cavalcanti |
| —                             | Manuel Machado Portela                                                             |        | Partido Conservador | 3 de maio de 1871       | 27 de outubro de 1871   | |
| 58                            | João José de Oliveira Junqueira                                                    |        | Partido Conservador | 27 de outubro de 1871   | 26 de abril de 1872     | |
| —                             | Manuel Machado Portela                                                             |        | Partido Conservador | 26 de abril de 1872     | 10 de junho de 1872     | |
| —                             | Francisco de Faria Lemos                                                           |        | Partido Conservador | 10 de junho de 1872     | 5 de novembro de 1872   | |
| 59                            | Henrique Pereira de Lucena                                                         |        | Partido Liberal     | 5 de novembro de 1872   | 10 de maio de 1875      | Barão de Lucena |
| 60                            | João Pedro Carvalho                                                                |        | Partido Conservador | 10 de maio de 1875      | 1º de maio de 1876      | |
| 61                            | Manuel Machado Portela                                                             |        | Partido Conservador | 1º de maio de 1876      | 15 de novembro de 1877  | |
| 62                            | Francisco de Assis Maciel                                                          |        | Partido Conservador | 15 de novembro de 1877  | 15 de fevereiro de 1878 | |
| 63                            | Adelino de Luna Freire                                                             |        | Partido Liberal     | 15 de fevereiro de 1878 | 20 de maio de 1878      | |
| 64                            | Adolfo Lacerda                                                                     |        | Partido Liberal     | 20 de maio de 1878      | 18 de setembro de 1879  | |
| —                             | Adelino de Luna Freire                                                             |        | Partido Liberal     | 18 de setembro de 1879  | 20 de dezembro de 1879  | |
| 65                            | Lourenço Cavalcanti de Albuquerque                                                 |        | Partido Liberal     | 29 de dezembro de 1879  | 9 de abril de 1880      | |
| —                             | Adelino de Luna Freire                                                             |        | Partido Liberal     | 9 de abril de 1880      | 28 de junho de 1880     | |
| 66                            | Franklin Dória                                                                     |        | Partido Conservador | 28 de junho de 1880     | 1º de abril de 1881     | Barão de Loreto |
| 67                            | José Antônio de Sousa Lima                                                         |        | Partido Conservador | 1º de abril de 1881     | 17 de dezembro de 1881  | Barão de Sousa Lima |
| 68                            | Antônio de Barros Correia                                                          |        | Partido Liberal     | 17 de dezembro de 1881  | 11 de março de 1882     | Barão de Contendas |
| 69                            | José Liberato Barroso                                                              |        | Partido Liberal     | 11 de maio de 1882      | 11 de setembro de 1882  | |
| 70                            | Antônio de Barros Correia                                                          |        | Partido Liberal     | 15 de setembro de 1882  | 17 de novembro de 1882  | Barão de Contendas |
| 71                            | Francisco Sodré Pereira                                                            |        | Partido Conservador | 17 de novembro de 1882  | 25 de abril de 1883     | |
| 72                            | Antônio de Barros Correia                                                          |        | Partido Liberal     | 25 de abril de 1883     | 26 de julho de 1883     | Barão de Contendas |
| 73                            | José Manuel de Freitas                                                             |        | Partido Liberal     | 26 de julho de 1883     | 20 de setembro de 1884  | |
| 74                            | Sancho de Barros Pimentel                                                          |        | Partido Conservador | 20 de setembro de 1884  | 26 de janeiro de 1885   | |
| —                             | Augusto de Sousa Leão                                                              |        | Partido Conservador | 26 de janeiro de 1885   | 8 de abril de 1885      | Barão de Caiará |
| 75                            | João Rodrigues Chaves                                                              |        | Partido Liberal     | 8 de abril de 1885      | 7 de setembro de 1885   | |
| —                             | Luís Correia de Queiroz Barros                                                     |        | Partido Liberal     | 7 de setembro de 1885   | 27 de outubro de 1885   | |
| 76                            | José Fernandes da Costa Jr                                                         |        | Partido Conservador | 27 de outubro de 1885   | 30 de março de 1886     | |
| —                             | Inácio Joaquim de Sousa Leão                                                       |        | Partido Conservador | 30 de março de 1886     | 10 de novembro de 1886  | Barão de Sousa Leão |
| 77                            | Pedro Vicente de Azevedo                                                           |        | Partido Conservador | 10 de novembro de 1886  | 27 de outubro de 1887   | |
| —                             | Inácio Joaquim de Sousa Leão                                                       |        | Partido Conservador | 27 de outubro de 1887   | 7 de novembro de 1887   | Barão de Sousa Leão |
| 78                            | Manuel Eufrásio Correia                                                            |        | Partido Conservador | 7 de novembro de 1887   | 4 de fevereiro de 1888  | Faleceu no cargo |
| —                             | Inácio Joaquim de Sousa Leão                                                       |        | Partido Conservador | 4 de fevereiro de 1888  | 16 de abril de 1888     | Barão de Sousa Leão |
| 79                            | Joaquim de Oliveira Andrade                                                        |        | Partido Liberal     | 16 de abril de 1888     | 3 de janeiro de 1889    | |
| 80                            | Inocêncio de Araújo Góis Jr                                                        |        | Partido Conservador | 3 de janeiro de 1889    | junho de 1889           | Barão de Araújo Góis |
| —                             | Inácio Joaquim de Sousa Leão                                                       |        | Partido Conservador | junho de 1889           | 7 de junho de 1889      | Barão de Sousa Leão |
| —                             | Augusto de Sousa Leão                                                              |        | Partido Conservador | 7 de junho de 1889      | 17 de junho de 1889     | Barão de Caiará |
| 81                            | Manuel Alves de Araújo                                                             |        | Partido Liberal     | 17 de junho de 1889     | 14 de novembro de 1889  | |
| —                             | Sigismundo Gonçalves                                                               |        | Partido Liberal     | 14 de novembro de 1889  | 15 de novembro de 1889  | |

## Governantes do período republicano (1889 —2025)
| Nº                                                    | Nome                                         | Imagem | Partido                                           | Início do mandato                         | Fim do mandato                                                    | Observações                                                                 |
| Primeira República Brasileira (1889-1930)             | Primeira República Brasileira (1889-1930)    | Primeira República Brasileira (1889-1930) | Primeira República Brasileira (1889-1930)         | Primeira República Brasileira (1889-1930) | Primeira República Brasileira (1889-1930)                         | Primeira República Brasileira (1889-1930)                                   |
| ----------------------------------------------------- | -------------------------------------------- | --- | ------------------------------------------------- | ----------------------------------------- | ----------------------------------------------------------------- | --------------------------------------------------------------------------- |
| 1                                                     | José Cerqueira de Aguiar Lima                | | Partido Republicano Brasileiro PRB                | 16 de novembro de 1889                    | 12 de dezembro de 1889                                            | Governo provisório até as eleições                                          |
| 2                                                     | José Simeão de Oliveira                      | | Partido Republicano Federal PRF                   | 12 de dezembro de 1889                    | 25 de abril de 1890                                               | Primeiro Governador eleito no período republicano                           |
| 3                                                     | Albino Gonçalves Meira                       | | Partido Republicano Federal PRF                   | 25 de abril de 1890                       | 21 de junho de 1890                                               | Governador nomeado                                                          |
| 4                                                     | Ambrósio Machado da Cunha Cavalcanti         | | Partido Republicano Federal PRF                   | 21 de junho de 1890                       | 4 de agosto de 1890                                               | Governador nomeado                                                          |
| 5                                                     | Henrique Pereira de Lucena                   | | Partido Republicano Federal PRF                   | 4 de agosto de 1890                       | 23 de outubro de 1890                                             | Governador nomeado                                                          |
| 6                                                     | José Antônio Correia da Silva                | | Partido Republicano Federal PRF                   | 23 de outubro de 1890                     | 27 de novembro de 1891                                            | Governador nomeado                                                          |
| —                                                     | José Maria de Albuquerque Melo               | | Partido Republicano Federal PRF                   | 27 de novembro de 1891                    | 30 de novembro de 1891                                            | Presidente da Assembleia Legislativa                                        |
| 7                                                     | Antônio Epaminondas de Barros Correia        | | Partido Republicano PR                            | 30 de novembro de 1891                    | 7 de abril de 1892                                                | Governador nomeado                                                          |
| 8                                                     | Ambrósio Machado da Cunha Cavalcanti         | | Partido Republicano PR                            | 7 de abril de 1892                        | 20 de abril de 1892                                               | Vice-governador da Província                                                |
| 9                                                     | Alexandre José Barbosa Lima                  | | Partido Republicano PR                            | 20 de abril de 1892                       | 7 de abril de 1896                                                | Governador eleito em sufrágio universal                                     |
| 10                                                    | Joaquim Correia de Araújo                    | | Partido Republicano PR                            | 7 de abril de 1896                        | 4 de abril de 1899                                                | Governador eleito em sufrágio universal                                     |
| 11                                                    | Sigismundo Antônio Gonçalves                 | | Partido Republicano PR                            | 4 de abril de 1899                        | 7 de abril de 1900                                                |                                                                             |
| 12                                                    | Antônio Gonçalves Ferreira                   | | Partido Republicano PR                            | 7 de abril de 1900                        | 7 de abril de 1904                                                |                                                                             |
| 12                                                    | Sigismundo Antônio Gonçalves                 | | Partido Republicano PR                            | 7 de abril de 1904                        | 7 de abril de 1908                                                |                                                                             |
| 14                                                    | Herculano Bandeira de Melo                   | | Partido Republicano Conservador PRC               | 7 de abril de 1908                        | 6 de setembro de 1911                                             |                                                                             |
| 15                                                    | Estácio Coimbra                              | | Partido Republicano Conservador PRC               | 6 de setembro de 1911                     | 13 de dezembro de 1911                                            | Presidente do Senado Estadual                                               |
| 16                                                    | João da Costa Bezerra de Carvalho            | | Partido Republicano Conservador PRC               | 13 de dezembro de 1911                    | 19 de dezembro de 1911                                            |                                                                             |
| 17                                                    | Emídio Dantas Barreto                        | | Partido Republicano Conservador PRC               | 19 de dezembro de 1911                    | 18 de dezembro de 1915                                            | Governador eleito                                                           |
| 18                                                    | Manuel Antônio Pereira Borba                 | | Partido Republicano Conservador PRC               | 18 de dezembro de 1915                    | 18 de dezembro de 1919                                            |                                                                             |
| —                                                     | José Henrique Carneiro da Cunha              | | Partido Republicano Conservador PRC               | 18 de dezembro de 1919                    | 24 de dezembro de 1919                                            |                                                                             |
| 19                                                    | José Rufino Bezerra Cavalcanti               | | Partido Republicano Conservador PRC               | 24 de dezembro de 1919                    | 28 de outubro de 1920                                             | Acometido de grave doença, afastou-se do cargo                              |
| —                                                     | Otávio Hamilton Tavares Barreto              | | Partido Republicano Conservador PRC               | 28 de outubro de 1920                     | 3 de junho de 1921                                                |                                                                             |
| —                                                     | Severino Marques de Queirós Pinheiro         | | Partido Republicano Conservador PRC               | 3 de junho de 1921                        | 18 de outubro de 1922                                             |                                                                             |
| 20                                                    | Sérgio Teixeira Lins de Barros Loreto        | | Partido Republicano Conservador PRC               | 18 de outubro de 1922                     | 18 de outubro de 1926                                             | Governador eleito em sufrágio universal                                     |
| —                                                     | Júlio de Melo                                | | Partido Republicano Conservador PRC               | 18 de outubro de 1926                     | 12 de dezembro de 1926                                            | Presidente da Assembleia Legislativa                                        |
| 21                                                    | Estácio Coimbra                              | | Partido Republicano Conservador PRC               | 12 de dezembro de 1926                    | 28 de maio de 1930                                                | Governador eleito em sufrágio universal                                     |
| —                                                     | Júlio de Melo                                | | Partido Republicano Conservador PRC               | 17 de novembro de 1927                    | 6 de janeiro de 1928                                              | Presidente da Assembleia Legislativa                                        |
| —                                                     | Júlio Celso de Albuquerque Belo              | | Partido Republicano Conservador PRC               | 6 de janeiro de 1928                      | 18 de maio de 1929                                                | Presidente da Assembleia Legislativa                                        |
| —                                                     | Júlio Celso de Albuquerque Belo              | | Partido Republicano Conservador PRC               | 28 de maio de 1930                        | 6 de outubro de 1930                                              | Presidente da Assembleia Legislativa                                        |
| Segunda e Terceira Repúblicas Brasileiras (1930-1945) |                                              | |                                                   |                                           |                                                                   |                                                                             |
| 22                                                    | Carlos de Lima Cavalcanti                    | | Aliança Liberal AL                                | 6 de outubro de 1930                      | 12 de outubro de 1935                                             | Interventor Federal                                                         |
| —                                                     | Antônio Vicente de Andrade Bezerra           | | Aliança Liberal AL                                | 12 de outubro de 1935                     | 6 de dezembro de 1935                                             | Presidente da Assembleia Legislativa                                        |
| 23                                                    | Carlos de Lima Cavalcanti                    | | Aliança Liberal AL                                | 6 de dezembro de 1935                     | 10 de novembro de 1937                                            | Governador eleito pela Assembleia Legislativa                               |
| 24                                                    | Amaro de Azambuja Vila Nova                  | | Aliança Liberal AL                                | 10 de novembro de 1937                    | 3 de dezembro de 1937                                             | Interventor Federal                                                         |
| 25                                                    | Agamenon Magalhães                           | | Aliança Liberal AL                                | 3 de dezembro de 1937                     | 20 de fevereiro de 1945                                           | Interventor Federal                                                         |
| 26                                                    | Etelvino Lins de Albuquerque                 | | Aliança Social Democrática ASD                    | 20 de fevereiro de 1945                   | 5 de novembro de 1945                                             | Interventor Federal                                                         |
| Quarta República Brasileira (1945-1964)               |                                              | |                                                   |                                           |                                                                   |                                                                             |
| 27                                                    | José Neves Filho                             | | Aliança Social Democrática ASD                    | 5 de novembro de 1945                     | 7 de fevereiro de 1946                                            | Interventor Federal                                                         |
| 28                                                    | José Domingues da Silva                      | | Aliança Social Democrática ASD                    | 7 de fevereiro de 1946                    | 7 de agosto de 1946                                               | Interventor Federal                                                         |
| 29                                                    | Demerval Peixoto                             | | Partido Democrata Cristão PDC                     | 7 de agosto de 1946                       | 8 de março de 1947                                                |                                                                             |
| 30                                                    | Amaro Gomes Pedrosa                          | | Partido Social Democrático PSD                    | 8 de março de 1947                        | 1º de julho de 1947                                               |                                                                             |
| 31                                                    | Otávio Correia de Araújo                     | | Partido de Representação Popular PRP              | 1º de julho de 1947                       | 14 de fevereiro de 1948                                           | Presidente da Assembleia Legislativa                                        |
| 32                                                    | Alexandre Barbosa Lima Sobrinho              | | Partido Social Democrático PSD                    | 14 de fevereiro de 1948                   | 31 de janeiro de 1951                                             | Governador eleito em sufrágio universal                                     |
| 33                                                    | Agamenon Magalhães                           | | Partido Social Democrático PSD                    | 31 de janeiro de 1951                     | 24 de agosto de 1952                                              | Governador eleito em sufrágio universal                                     |
| 34                                                    | Antônio Torres Galvão                        | | Partido Social Democrático PSD                    | 24 de agosto de 1952                      | 12 de dezembro de 1952                                            | Presidente da Assembleia Legislativa                                        |
| 35                                                    | Etelvino Lins de Albuquerque                 | | Partido Social Democrático PSD                    | 12 de dezembro de 1952                    | 31 de janeiro de 1955                                             | Governador eleito em sufrágio universal                                     |
| 36                                                    | Osvaldo Cordeiro de Farias                   | | Partido Social Democrático PSD                    | 31 de janeiro de 1955                     | 14 de novembro de 1958                                            | Governador eleito em sufrágio universal                                     |
| 37                                                    | Otávio Correia de Araújo                     | | Partido Social Progressista PSP                   | 14 de novembro de 1958                    | 31 de janeiro de 1959                                             | Vice-governador eleito no cargo de Governador                               |
| —                                                     | Constantino Carneiro de Albuquerque Maranhão | | Partido Social Democrático PSD                    | 31 de janeiro de 1959                     | 31 de março de 1959                                               | Presidente da Assembleia Legislativa                                        |
| 39                                                    | Cid Sampaio                                  | | União Democrática Nacional UDN                    | 31 de março de 1959                       | 31 de janeiro de 1963                                             | Governador eleito em sufrágio universal                                     |
| 40                                                    | Miguel Arraes                                | | Partido Social Trabalhista PST                    | 31 de janeiro de 1963                     | 2 de abril de 1964                                                | Governador eleito em sufrágio universal, deposto pelo Golpe Militar de 1964 |
| Ditadura Militar (1964-1985)                          |                                              | |                                                   |                                           |                                                                   |                                                                             |
| 41                                                    | Paulo Pessoa Guerra                          | | Aliança Renovadora Nacional ARENA                 | 2 de abril de 1964                        | 31 de janeiro de 1967                                             | Vice-governador eleito no cargo de Governador                               |
| 42                                                    | Nilo Coelho                                  | | Aliança Renovadora Nacional ARENA                 | 31 de janeiro de 1967                     | 15 de março de 1971                                               | Governador eleito pela Assembleia Legislativa                               |
| 43                                                    | Eraldo Gueiros                               | | Aliança Renovadora Nacional ARENA                 | 15 de março de 1971                       | 15 de março de 1975                                               | Governador eleito pela Assembleia Legislativa                               |
| 44                                                    | Francisco Moura Cavalcanti                   | | Aliança Renovadora Nacional ARENA                 | 15 de março de 1975                       | 15 de março de 1979                                               | Governador eleito pela Assembleia Legislativa                               |
| 45                                                    | Marco Maciel                                 | | Partido Democrático Social PDS                    | 15 de março de 1979                       | 15 de maio de 1982                                                | Governador eleito pela Assembleia Legislativa                               |
| 46                                                    | José Muniz Ramos                             | Retrato formal do ex-governador José Muniz Ramos. Ele é um homem de meia-idade, com pele clara, cabelos curtos e escuros, levemente grisalhos, penteados para trás. Usa óculos de armação fina e tem expressão séria. Está vestido com terno escuro, camisa branca e gravata azul-marinho, em um fundo claro e neutro. | Partido Democrático Social PDS                    | 15 de maio de 1982                        | 15 de março de 1983                                               | Presidente da Assembleia Legislativa                                        |
| Sexta República Brasileira (1985-presente)            |                                              | |                                                   |                                           |                                                                   |                                                                             |
| 47                                                    | Roberto Magalhães                            | | Partido Democrático Social PDS                    | 15 de março de 1983                       | 14 de maio de 1986                                                | Governador eleito em sufrágio universal                                     |
| 48                                                    | Gustavo Krause                               | | Partido da Frente Liberal PFL                     | 14 de maio de 1986                        | 15 de março de 1987                                               | Vice-Governador eleito no cargo de Governador                               |
| 49                                                    | Miguel Arraes                                | | Partido Socialista Brasileiro PSB                 | 15 de março de 1987                       | 1º de abril de 1990                                               | Governador eleito em sufrágio universal                                     |
| 50                                                    | Carlos Wilson Campos                         | | Partido do Movimento Democrático Brasileiro PMDB  | 1º de abril de 1990                       | 15 de março de 1991                                               | Vice-governador eleito no cargo de Governador                               |
| 51                                                    | Joaquim Francisco Cavalcanti                 | | Partido da Frente Liberal PFL                     | 15 de março de 1991                       | 1º de janeiro de 1995                                             | Governador eleito em sufrágio universal                                     |
| 52                                                    | Miguel Arraes                                | | Partido Socialista Brasileiro PSB                 | 1º de janeiro de 1995                     | 1º de janeiro de 1999                                             | Governador eleito em sufrágio universal                                     |
| 53                                                    | Jarbas Vasconcelos                           | | Partido do Movimento Democrático Brasileiro PMDB  | 1º de janeiro de 1999                     | 1º de janeiro de 2003                                             | Governador eleito em sufrágio universal                                     |
| 53                                                    | Jarbas Vasconcelos                           | 1º de janeiro de 2003 | Partido do Movimento Democrático Brasileiro PMDB  | 31 de março de 2006                       | Governador reeleito em sufrágio universal que renunciou o mandato |                                                                             |
| 54                                                    | Mendonça Filho                               | | Partido da Frente Liberal PFL                     | 31 de março de 2006                       | 1º de janeiro de 2007                                             | Vice-governador eleito no cargo de Governador                               |
| 55                                                    | Eduardo Campos                               | | Partido Socialista Brasileiro PSB                 | 1º de janeiro de 2007                     | 1º de janeiro de 2011                                             | Governador eleito em sufrágio universal                                     |
| 55                                                    | Eduardo Campos                               | 1º de janeiro de 2011 | Partido Socialista Brasileiro PSB                 | 4 de abril de 2014                        | Governador reeleito em sufrágio universal que renunciou o mandato |                                                                             |
| 56                                                    | João Lyra Neto                               | | Partido Socialista Brasileiro PSB                 | 4 de abril de 2014                        | 1º de janeiro de 2015                                             | Vice-governador eleito no cargo de Governador                               |
| 57                                                    | Paulo Câmara                                 | | Partido Socialista Brasileiro PSB                 | 1º de janeiro de 2015                     | 1° de janeiro de 2019                                             | Governador eleito em sufrágio universal                                     |
| 57                                                    | Paulo Câmara                                 | 1º de janeiro de 2019 | Partido Socialista Brasileiro PSB                 | 1° de janeiro de 2023                     | Governador reeleito em sufrágio universal                         |                                                                             |
| 58                                                    | Raquel Lyra                                  | | Partido Social Democrático PSD (Eleita pelo PSDB) | 1° de janeiro de 2023                     | Em exercício                                                      | Governadora eleita em sufrágio universal                                    |